# Alejandra Zavala
Alejandra Zavala Vázquez (Guadalajara, 16 de juny de 1984) és una esportista mexicana de l'especialitat de tir olímpic. Va participar en la competició de pistola d'aire a 10 metres dels Jocs Olímpics de Londres 2012 —finalitzant en el lloc divuit— i de Rio de Janeiro 2016, on va acabar en quart lloc, a dues desenes d'obtenir la primera medalla per a Mèxic en els Jocs. Va guanyar la medalla de bronze d'aquest esdeveniment en els Jocs Panamericans de 2015. A més, ha guanyat diverses medalles en els Jocs Centreamericans i del Carib. En la Copa del Món de Tir Esportiu va guanyar la medalla de bronze a Bakú 2016 i medalla d'or en la final de la Copa del Món a Bolonya, Itàlia 2016.